# Okakura Kakuzō
Okakura Kakuzō, noto anche con lo pseudonimo di Okakura Tenshin (岡倉天心?) (岡倉覚三?, Kakuzō Okakura; Yokohama, 14 febbraio 1862 – 2 settembre 1913), è stato uno scrittore giapponese.
Discendente di una famiglia di samurai, studiò alla Tokyo Imperial University, cuore a quei tempi dell'occidentalizzazione del Giappone, dove tuttavia egli scoprì il valore della tradizione nipponica. 
Consacrò quindi la propria vita alla missione di tutela della civiltà, dei modi di pensiero e di vita dell'Oriente contro la forzata occidentalizzazione dell'Asia.
Fondò l'istituto per l'arte giapponese e visse per lungo tempo negli Stati Uniti, dove fu accolto con entusiasmo e divenne consulente del Museum of Fine Arts di Boston.
Successivamente si impiega come funzionario presso il Ministero dell'educazione. In seguito all'incontro con Ernest F. Fenollosa, grande studioso della cultura del Giappone, inizia una serie di viaggi alla riscoperta dell'arte tradizionale giapponese. Da lì inizia una vasta opera di divulgazione della materia e una serie di viaggi che lo portano in Europa e in America.
Nel 1889 assume la direzione della Scuola Nazionale d'arte di Tokyo. In seguito riprende a viaggiare, recandosi in India, Cina ed ancora negli Stati Uniti. Lavora dal 1904 a Boston come esperto d'arte giapponese al locale Museo delle Belle arti. Lascia Boston definitivamente nel 1913 per rientrare in Giappone, dove lo stesso anno muore.
Ha scritto libri in inglese e giapponese. La sua opera Il libro del tè fu il primo libro di teoria sul Cha no yu scritto in inglese. 
Opere:
- The Book of Tea, New York, Fox Duffield & Co., 1906
- Il libro del tè (traduzione e introduzione di Piero Verni), Sugarco Edizioni, 1978
- Il libro del tè (traduzione e introduzione di Piero Verni), Sugarco Edizioni, 2014
- Il libro del tè, Elliot edizioni, 2014
- Lo spirito dell'arte giapponese, Firenze, Luni editrice, 2006
- Il libro del tè, Garzanti, 2015